# Afrička prugasta kuna
Afrička prugasta kuna (Poecilogale albinucha) pripadnik je potporodice Mustelinae smještene unutar porodice kuna (Mustelidae). Jedina je vrsta svrstana u rodu Poecilogale. 
Malena je, crnobijela lasica vezana uz područje Subsaharske Afrike. Nalikuje prugastom tvoru, no vitkija je i kraćeg krzna. Duž njenih leđa pružaju se četiri bijele pruge. Prosječna duljina životinje iznosi 50 centimetara, uključujući rep koji iznosi 20 centimetara.
Živi u šumama, močvarnim područjima i travnjacima. Noćni je lovac na malene sisavce, ptice i gmazove. Ova vrsta ubija svoj plijen šibajući ih vlastitim tijelom i udarajući ih kako omamila i razderala plijen. Ponekad pohranjuje uhvaćeni plijen u jazbinama. Poput tvorova i smrdljivaca, ova vrsta kune otpušta smrdljivu tekućinu iz analnih žlijezda kada je u opasnosti.
Vrsta je u pravilu samotna, no moguće je ponekad vidjeti jedinke koje dijele jazbine.

## Drugi projekti
|  | Wikivrste imaju podatke o taksonu rodu Poecilogale |